# Dompierre-sur-Besbre
Dompierre-sur-Besbre je naselje in občina v osrednjem francoskem departmaju Allier regije Auvergne. Leta 1999 je naselje imelo 3.477 prebivalcev.

## Geografija
Kraj leži v pokrajini Bourbonnais ob reki Besbre 35 km vzhodno od središča departmaja Moulinsa.

## Administracija
Dompierre-sur-Besbre je sedež istoimenskega kantona, v katerega so poleg njegove vključene še občine Coulanges, Diou, Molinet, Monétay-sur-Loire, Pierrefitte-sur-Loire, Saint-Pourçain-sur-Besbre, Saligny-sur-Roudon in Vaumas z 9.127 prebivalci.
Kanton je sestavni del okrožja Moulins.